# 酒のほそ道
『酒のほそ道』（さけのほそみち）は、ラズウェル細木による日本の長寿グルメ漫画。『週刊漫画ゴラク』（日本文芸社）にて、1994年から連載中。主に酒や肴や居酒屋、酒の場の雰囲気、季節料理などを捉えたテーマが主となっている。単行本では漫画本編と同量程度、酒や肴に関する薀蓄やレシピ、取材記などのエッセイが追加されている。

## あらすじ
主人公・岩間宗達は、とある企業の営業担当サラリーマン。仕事帰りの一杯が何よりも楽しみで、後輩や友達との酒盛り情景が多く描かれているが、独り酒もよく嗜む。また、飲兵衛の心得なる持論や、酒や肴の薀蓄を語ることが多い。

## 主な登場人物

### 主人公
岩間宗達
中年にさしかかっている俳句と薀蓄好きな呑兵衛の営業マン。1話では29歳で現在は30代中盤。酒と名の付くものならば、純米大吟醸から紙パックの安酒までどんなものでも嗜む。辛党であり甘いものとさつま芋が苦手。趣味は俳句であり漫画の最後のページはほとんどで彼作の俳句でしめる。風流人を自称しており、肴は旬のものを好むが、酒のつまみになるものならば、ジャンクフードやコンビニ食品でも押しなべて受け入れる。酒や食べ物に対するこだわりは強いが、それまで批判していたものを食べた途端にあっさり掌返しで褒めちぎるなど良くも悪くもブレやすい。
酒を飲む時は温和な笑顔をしている一方で、居酒屋にかまぼこを持ち込んでほとんどそれしか食べずに店を出た後に塩を撒かれたり、斉藤に年賀状のデザインを依頼して居酒屋で好みのデザインが出来るまで何度も繰り返し描き直させて酒を飲ませない、など風流人とは思えない、偏屈で自分勝手なエピソードに事欠かない。その反面、飲み友達や会社の同僚の前では風流人として振舞っているために制約が大きく食べたいものを逃すことも多い。また、卓上に零した酒をすすったり、盛り塩を味見したりとこれまた風流さの欠片もないような卑しい姿を見せて、周囲から引かれたり窘められる事も少なくない。
かすみや麗ちゃんに好意を抱かれアプローチに近いことをされたことが何度かあるものの、鈍感なのか無神経なのか全く気付かずいつもの酒やつまみの薀蓄を垂れ流して雰囲気をブチ壊し呆れさせることもしばしばある。飲み仲間に急き立てられ、かすみとの仲を一歩前進させようとしたこともあるが、予定が埋まっていてアプローチに応じてもらえず、結局有耶無耶になってしまった。回が進むにつれ、かすみ・麗ともに飲み友達のようになっている。
メタボであり、何度とダイエットには挑戦するものの節酒する気は無いようで結局毎回続かない。二日酔いになったり他人が酒によって身体を痛めたりした話を聞いた時などは一時的に禁酒の真似事をしたりもする。伯父の家に遊び（飲み）によく行っており、外食や旅行など共にすることもあるが、盆・正月になっても両親の話は一切出てこず、伯父家へ行くか、大半は一人もしくは友人らと過ごすばかりである。コミックス未収録であった話で一度だけ（のちに45.5に収録）幼少の宗達と両親の姿が描かれた事がある。両親とも顔が隠れての登場だが、服装や雰囲気等、伯父・伯母と似ている所から下町育ちと推測される。作中では名前の由来は画家の俵屋宗達から取ったとされている。

### 会社関係
三浦かすみ
宗達とは同僚以上、恋人未満の微妙な関係。職場や皆が一緒の時は基本敬語だが、2人の時はわりとタメ口をきく。酒好きで宗達らと頻繁に飲みに行く。どじょうとジンギスカンと清潔でない場所が苦手。スピンオフ漫画『かすみたなびく』の主人公。時折宗達に想いを寄せるような描写が見られたが、毎度女心に気づかない宗達のせいでまったく距離が縮まらないままである。
前田課長
宗達の上司。スーツ姿ではベルトではなくサスペンダーを愛用する。薀蓄好きで鍋奉行。ニンニクやニラ、パクチーなどの臭いのキツイものが苦手だが、母方の祖父が八丈島の生まれのためにクサヤは食べることができる。妻と二人の子供がいる。職場では厳格を旨とするが、家庭では子供に振り回されがち。部下を連れ出して奢るのが好きなせいで本意不本意問わず宗達らによくたかられる。スピンオフ短編漫画『課長レシピ』の主人公。
漫画上の演出で、蝙蝠や蛍烏賊などの姿をして最後にオチとして宗達に突っ込みを入れることがある。
桜木くん（桜木健一郎）
会社の後輩。ヒトミンという可愛い奥さんがおり（しかし尻に敷かれ気味）、女児の誕生を切望している。横浜出身で、焼売が大好物(但し上にのっているグリンピースは苦手)。おでんはちくわぶと巾着袋が好き。
海老沢くん
同上。今風の若者で入社当初は気の利かない性向があったが、桜木の熱い指導により現在は改善されている。宗達とよく飲みにいく付き合いのいい性格。あだ名はエビちゃん。諏訪さんとよく飲みに行くうちに仲が深まったようで、結婚することとなった。
松島さん
同上。一見真面目で礼儀正しいお嬢様風だが、実は大の酒好き。大学時代は江戸文化を専攻しており、日本酒同好会に所属していたほどの日本酒好き。かなり強い。日本酒以外のお酒は苦手。
第47巻第9話では、行きつけの日本酒呑所「醪」のマスターから「雪ちゃん」と呼ばれる。宮城県内にある日本酒の銘柄である、「雪の松島」にちなんだ命名か。
宗達を単に先輩としてだけではなく、男性として意識しているような所が時折見られる。
大杉くん
同上。アルコールが全くダメな下戸の割に酒席は好きで、酒の代わりにコーラを飲む大食漢。茨城から通勤している。
諏訪さん(諏訪いず美)
同上。体育会系で頼もしい後輩女性。酒には強く大食漢でもある。エビちゃんとよく一緒にいる。語尾は「〜ッス」。
エビちゃんと結婚して寿退社。第47巻第7話では、妊娠したことが発表される。
小篠誉
宗達らの課にとって久々の新入社員、社交的な先輩を立てる性格で最近の若者にしては酒の付き合いが良い。
松島さんに好意を抱いている節がある。

### 友人、飲み屋の常連
麗ちゃん（淡口麗子）
取引先の淡口さんの娘。宗達と趣味が合い、仲が良い。かすみの存在を知っており（かすみは麗ちゃんを知らない）そのせいか宗達との恋愛からは一歩引いたような感じ。
斎藤
宗達の学生時代からの呑み友達、職業はデザイナー。収入が良いのか、一人で戸建に住んでいる。鼻の下のヒゲと丸い眼鏡がトレードマーク。宗達同様拘りが強いが薀蓄は嫌いで、やや短気。
竹股（たけのまた）秀春
同上｡サラリーマン。山形県米沢市出身。宗達・斎藤と違い、こだわりのない大らかな性格だが、山形出身のためか芋煮にはうるさい。竜馬ファン。京都市内の日本酒バーの女将「桃山しずく」と婚約(第45巻第17話)。
竜ちゃん
宗達の近所の飲み屋の常連。色々な店でばったり会う。連絡先を交換しているようで、飲んでいる席からよく宗達を誘ったりしている。好き嫌いが多い。
矢田さん
同上。豪快な性格で宗達とウマがあうことが多い。酒が入ると同じ話を繰り返す癖がある。
大町さん
同上。大人しく温厚な性格の中年サラリーマン。
リサさん
同上。年齢不詳の妙齢の女性。
カヨちゃん
同上。若い女性イラストレーター。辛いものが大好きで『マイ一味』を持ち歩いている。
ご隠居
同上。老齢の眼鏡の男性。和服姿でいることが多い。
トモミツちゃん
同上。年齢不詳の妙齢の眼鏡の女性。かなり口が悪い。
カオルさん
かすみちゃんの友達。スチュワーデス。趣味の良い店を多く知っている。かすみが宗達を憎からず思っていることを知っており、時々軽く焚き付けるような事を言ったりする。

### 親族など
おじさん
宗達の叔父｡（伯父の可能性もあり）宗達と似て酒好き。東京下町とおぼしき界隈に住み、江戸っ子気質。かなりの食わず嫌い。しかし宗達が作ったりするものを食べて気に入る事が多い。
おばさん
おじさんの奥さん｡酒は嗜む程度で、宗達やおじさんほどの執着は無い｡

## 受賞
- 第16回手塚治虫文化賞短編賞（2012年）

## 実写テレビ版（「酒のほそ道〜今宵も一杯やりますか〜」）
BS朝日にて、2016年5月に「酒のほそ道〜今宵も一杯やりますか〜」としてテレビ化された。ラズウェル細木本人と田中律子がゲストを迎える形式である。毎月第四木曜日の午後11時30分から30分放送される。

### 放送リスト
| 回（日時）               | タイトル                               | 出演者 |
| ------------------------ | -------------------------------------- | --- |
| 第1回 （2016年5月26日）  | 「初夏でも燗酒」                       | ラズウェル細木、田中律子、 ラサール石井                                                                               |
| 第2回 （2016年6月23日）  | 「ホッピーでハッピー！」               | ラズウェル細木、田中律子、 熊切憲司（「ホッピー仙人」マスター）                                                       |
| 第3回 （2016年7月28日）  | 「東京ロマ・チカ 呑み鉄の旅」          | ラズウェル細木、田中律子、 茂木功（呑み鉄の達人）                                                                     |
| 第4回 （2016年8月25日）  | 「昭和で缶パイ！」                     | ラズウェル細木、田中律子、 黒瀬佐紀子（缶づめ料理研究家）                                                             |
| 第5回 （2016年9月22日）  | 「芋焼酎に首ったけ♥」                  | ラズウェル細木、田中律子、 パリッコ（居酒屋ライター／雑誌「酒場人」監修）、 金本亨吉（「焼酎屋 ＢＥＴＴＡＫＯ」主人） |
| 第6回 （2016年11月24日） | 「天国酒場にようこそ！」               | ラズウェル細木、田中律子、 パリッコ（居酒屋ライター／雑誌「酒場人」監修）                                             |
| 第7回 （2016年12月22日） | 「サラリーマン呑み in 秋津」           | ラズウェル細木、田中律子                                                                                              |
| 第8回 （2017年1月19日）  | 「スーパー変幻自在鍋！」               | ラズウェル細木、田中律子、 茂木功                                                                                     |
| 第9回 （2017年2月23日）  | 「とことんうなぎLOVE」                 | ラズウェル細木、田中律子、 鈴木規純（うなぎ串焼 くりから 店主）                                                       |
| 第10回 （2017年3月23日） | 「天国酒場へようこそ！其の弐」         | ラズウェル細木、田中律子、 パリッコ（居酒屋ライター / 雑誌「酒場人」監修）                                            |
| 第11回 （2017年4月19日） | 「軽く一杯！築地呑み」                 | ラズウェル細木、田中律子                                                                                              |
| 第12回 （2017年5月10日） | 「軽く一杯！築地呑み～非海鮮系の巻～」 | ラズウェル細木、田中律子                                                                                              |
| 第13回 （2017年6月14日） | 「絶賛！キンミヤ祭り」                 | ラズウェル細木、田中律子                                                                                              |
| 第14回 （2017年7月27日） | 「新宿発 離島呑み！？」                | ラズウェル細木、田中律子                                                                                              |
| 第15回 （2017年8月24日） | 「クラフトビールがうますぎる！」       | ラズウェル細木、田中律子                                                                                              |

## 派生作品
課長レシピ MAEDA's RECIPE
著者の『別冊漫画ゴラク』での連載作品で掲載誌の休刊により打ち切りとなった作品。
作品間の関連はないが、『酒のほそ道』の一部の廉価版コミックスに同時収録されている。
かすみたなびく
三浦かすみを主人公としたスピンオフ作品。『別冊漫画ゴラク』連載。単行本は全2巻。
酒のほそ道〜コラボ&リメイク〜
連載30周年企画であるリメイク作品。『週刊漫画ゴラク』2024年7月26日号より連載開始。作画担当はBoichi。